# Svetlana Kriventsjeva

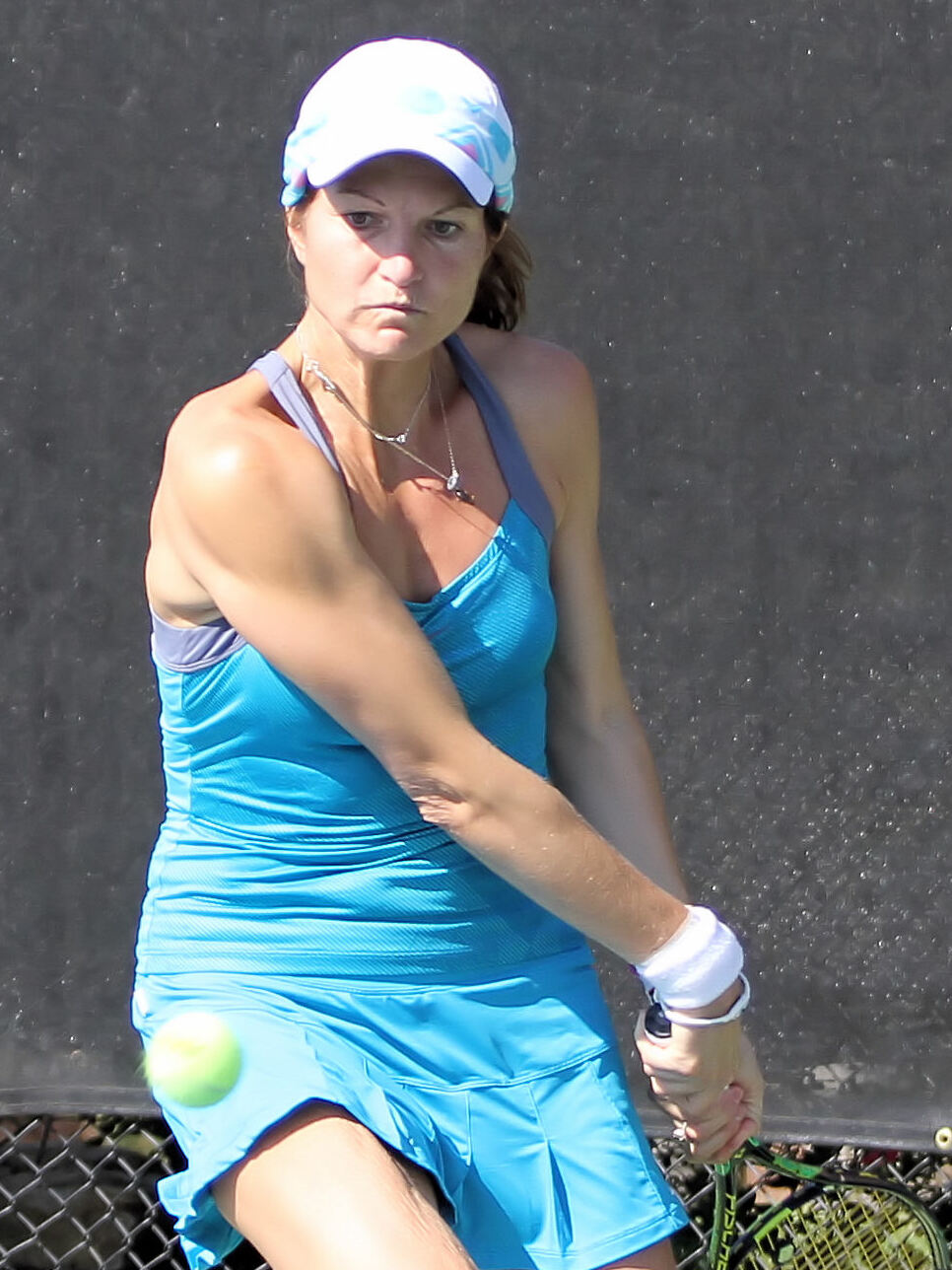
Grapevine 2011

Svetlana Kriventsjeva (Bulgaars: Светлана Кривенчева) (Plovdiv, 30 december 1973) is een voormalig tennisspeelster uit Bulgarije. Kriventsjeva begon met tennis toen zij acht jaar oud was. Haar favoriete ondergrond is hardcourt. Zij speelt rechtshandig en heeft een tweehandige backhand. Zij was meer dan twintig jaar actief in het internationale tennis, van 1989 tot in 2012.

## Loopbaan

### Enkelspel
Kriventsjeva debuteerde in 1989 op het WTA-toernooi van Sofia. Zij stond in 1992 voor het eerst in een finale, op het ITF-toernooi van Vilamoura (Portugal) – zij verloor van Russin Jelena Lichovtseva. In 1993 veroverde Kriventsjeva haar eerste titel, op het ITF-toernooi van Sofia (Bulgarije), door de Duitse Nicole Wist te verslaan. In totaal won zij twee ITF-titels, de andere drie maanden later in Boergas (Bulgarije).
In 1998 kwalificeerde Kriventsjeva zich voor een grandslamtoernooi, op het Australian Open. Dit zou haar enige grandslamdeelname in het enkelspel blijven. Haar beste resultaat op de WTA-toernooien is het bereiken van de tweede ronde op het toernooi van Sopot in 1998, waar zij als lucky loser mocht meedoen aan het hoofdtoernooi.
Haar hoogste notering op de WTA-ranglijst is de 142e plaats, die zij bereikte in februari 1998.

### Dubbelspel
Kriventsjeva behaalde in het dubbelspel betere resultaten dan in het enkelspel. Zij debuteerde in 1989 op het WTA-toernooi van Sofia, samen met landgenote Irina Stoilova. Zij stond in datzelfde jaar voor het eerst in een finale, op het ITF-toernooi van Marathon-Athene (Griekenland), geflankeerd door landgenote Dora Rangelova – hier veroverde zij haar eerste titel, door het Australische duo Lily en Mary Nejasmic te verslaan. In totaal won zij 21 ITF-titels, de laatste in 2010 in Williamsburg (VS).
Haar beste resultaat op de WTA-toernooien is het bereiken van de halve finale, op het Tier II-toernooi van Essen in 1996, samen met de Servische Tatjana Ječmenica. In datzelfde jaar nam Kriventsjeva voor het eerst deel aan een grandslamtoernooi, op Roland Garros aan de zijde van de Tsjechische Eva Martincová.
Haar beste resultaat op de grandslamtoernooien is het bereiken van de derde ronde. Haar hoogste notering op de WTA-ranglijst is de 69e plaats, die zij bereikte in augustus 1998.

### Tennis in teamverband
In de periode 1988–2004 maakte Kriventsjeva deel uit van het Bulgaarse Fed Cup-team – zij vergaarde daar een winst/verlies-balans van 2–4.

## Posities op deWTA-ranglijst
Positie per einde seizoen:
| jaar | rang enkelspel | rang dubbelspel |
| ---- | -------------- | --------------- |
| 1989 | 652            | 425             |
| 1990 | 467            | 447             |
| 1991 | 530            | 405             |
| 1992 | 410            | 254             |
| 1993 | 305            | 264             |
| 1994 | 259            | 228             |
| 1995 | 270            | 132             |
| 1996 | 232            | 120             |
| 1997 | 165            | 88              |
| 1998 | 187            | 92              |
| 1999 | 260            | 117             |
| 2000 | 245            | 137             |
| 2001 | 220            | 224             |
| 2002 | 217            | 299             |
| 2003 | 218            | 222             |
| 2004 | 408            | 313             |
| 2005 | 326            | 264             |
| 2006 | 504            | 403             |
| 2007 | 575            | 543             |
| 2008 | 842            | 869             |
| 2009 | 931            | –               |
| 2010 | 982            | 763             |
| 2011 | –              | 1165            |

## Palmares

### Gewonnen ITF-toernooien enkelspel
| nr. | finale     | toernooi | dotatie | ondergrond | tegenstandster in finale | score         |
| --- | ---------- | -------- | ------- | ---------- | ------------------------ | ------------- |
| 1.  | 1993-06-06 | Sofia    | $10.000 | gravel     | Nicole Wist              | 4-6, 6-0, 7-5 |
| 2.  | 1993-09-05 | Boergas  | $10.000 | hardcourt  | Amanda Wainwright        | 6-3, 1-6, 7-6 |

### Gewonnen ITF-toernooien dubbelspel
| nr. | finale     | toernooi          | dotatie | ondergrond    | partner               | tegenstandsters in finale           | score            |
| --- | ---------- | ----------------- | ------- | ------------- | --------------------- | ----------------------------------- | ---------------- |
| 01. | 1989-05-28 | Marathon-Athene   | $10.000 | gravel        | Dora Rangelova        | Lily Nejasmic Mary Nejasmic         | 6-3, 6-4         |
| 02. | 1991-04-07 | Bari              | $10.000 | gravel        | Monika Kratochvílová  | Jennifer Fuchs Flora Perfetti       | 5-7, 6-2, 7-5    |
| 03. | 1992-02-23 | Montemor-o-Novo   | $10.000 | hardcourt     | Jelena Lichovtseva    | Angelina Petrova Petra Rihtarić     | 6-4, 6-4         |
| 04. | 1992-03-01 | Vilamoura         | $10.000 | hardcourt     | Jelena Lichovtseva    | Tania Couto Sofia Prazeres          | 6-3, 6-2         |
| 05. | 1992-05-03 | Lerida            | $10.000 | gravel        | Iryna Soechova        | Martina Crha Lisa Pugliese          | 6-1, 6-2         |
| 06. | 1992-05-10 | Balaguer          | $10.000 | gravel        | Iryna Soechova        | Paola Suárez Pamela Zingman         | 4-6, 6-4, 6-4    |
| 07. | 1992-08-16 | Rebecq            | $10.000 | gravel        | Jelena Lichovtseva    | Nelly Barkan Maria Marfina          | 7-5, 6-2         |
| 08. | 1992-10-25 | Lyss/Langenthal   | $10.000 | hardcourt (i) | Nelly Barkan          | Gaby Coorengel Amy van Buuren       | 7-6, 3-6, 6-4    |
| 09. | 1993-05-02 | Lerida            | $10.000 | gravel        | Christina Zachariadou | Emily Bond Caroline Toyre           | 6-1, 6-4         |
| 10. | 1993-09-05 | Boergas           | $10.000 | hardcourt     | Olena Tatarkova       | Camilla Persson Anna-Karin Svensson | 5-7, 6-2, 6-3    |
| 11. | 1995-07-23 | Darmstadt         | $25.000 | gravel        | Květa Peschke         | Magdalena Feistel Helena Vildová    | 7-6, 6-2         |
| 12. | 1995-08-06 | Boedapest         | $25.000 | gravel        | Tatjana Ječmenica     | Magdalena Feistel Helena Vildová    | 6-4, 6-3         |
| 13. | 1997-03-23 | Reims             | $25.000 | gravel (i)    | Olena Tatarkova       | Silke Meier Petra Schwarz           | 6-2, 6-2         |
| 14. | 1997-07-20 | Darmstadt         | $25.000 | gravel        | Pavlina Nola          | Olga Ivanova Magdalena Feistel      | 6-0, 2-6, 6-3    |
| 15. | 1997-07-27 | Rostock           | $25.000 | gravel        | Pavlina Nola          | Renée Reid Réka Vidáts              | walk-over        |
| 16. | 1997-08-10 | Sopot             | $75.000 | gravel        | Olena Tatarkova       | Radka Bobková Lenka Němečková       | 7-6, 6-3         |
| 17. | 1999-07-17 | Puchheim          | $25.000 | gravel        | Eva Melicharová       | Kirstin Freye Syna Schreiber        | 6-2, 6-4         |
| 18. | 2000-04-02 | Quartu Sant'Elena | $10.000 | gravel        | Antoaneta Pandjerova  | Michaela Paštiková Helena Vildová   | 7-5, 7-6         |
| 19. | 2000-07-23 | Puchheim          | $25.000 | gravel        | Zuzana Váleková       | Angelika Bachmann Melanie Schnell   | 7-5, 3-6, 7-5    |
| 20. | 2000-08-06 | Saint-Gaudens     | $25.000 | gravel        | Olena Tatarkova       | Eszter Molnár Maja Palaveršić       | 3-6, 7-5, 6-3    |
| 21. | 2010-10-10 | Williamsburg      | $10.000 | gravel        | Angelina Gaboejeva    | Salome Devidze Magda Okruashvili    | 6-4, 3-6, [10-8] |

## Resultaten grandslamtoernooien
| Legenda | Legenda                          |
| ------- | -------------------------------- |
| g.t.    | geen toernooi gehouden           |
| l.c.    | lagere categorie                 |
| –       | niet deelgenomen                 |
| G       | uitgeschakeld in de groepsfase   |
| 1R      | uitgeschakeld in de eerste ronde |
| 2R      | uitgeschakeld in de tweede ronde |
| 3R      | uitgeschakeld in de derde ronde  |
| 4R      | uitgeschakeld in de vierde ronde |
| KF      | uitgeschakeld in de kwartfinale  |
| HF      | uitgeschakeld in de halve finale |
| F       | de finale verloren               |
| W       | het toernooi gewonnen            |
| w-v     | winst/verlies-balans             |

### Enkelspel
| toernooi        | 1998 |
| --------------- | ---- |
| Australian Open | 1R   |
| Roland Garros   | –    |
| Wimbledon       | –    |
| US Open         | –    |

### Vrouwendubbelspel
| toernooi        | 1996 | 1997 | 1998 | 1999 | 2000 |
| --------------- | ---- | ---- | ---- | ---- | ---- |
| Australian Open | –    | 3R   | 3R   | 1R   | 1R   |
| Roland Garros   | 1R   | 1R   | 1R   | –    | 1R   |
| Wimbledon       | –    | –    | 1R   | –    | 1R   |
| US Open         | –    | –    | 1R   | 3R   | 1R   |

### Gemengd dubbelspel
| toernooi        | 1998 |    | 2000 |
| --------------- | ---- | -- | ---- |
| Australian Open | –    | –  |      |
| Roland Garros   | 2R   | –  |      |
| Wimbledon       | 1R   | 1R |      |
| US Open         | –    | –  |      |